# Gare de Rouen-Rive-Droite
La gare de Rouen-Rive-Droite est une gare ferroviaire française de la ligne de Paris-Saint-Lazare au Havre. Située sur la rive droite de la Seine, elle se trouve en haut de la rue Jeanne-d'Arc, à proximité du centre-ville de Rouen, dans le département de la Seine-Maritime, en Normandie. Elle fait partie du quartier Gare SNCF, situé sur les coteaux nord de la ville.
La station voyageurs de la rue Verte, à l'emplacement de la gare actuelle, est mise en service en 1847 par la Compagnie du chemin de fer de Rouen au Havre. Le bâtiment voyageurs de style Art nouveau, inauguré en 1928, est inscrit au titre des monuments historiques en 1975.
Rouen-Rive-Droite est une gare de la Société nationale des chemins de fer français (SNCF). Première de Normandie par son nombre annuel de voyageurs, elle est principalement desservie par des trains du réseau TER Normandie, qui la relie également à l'Île-de-France et aux Hauts-de-France. Elle permet aussi des correspondances avec la station souterraine de tramway Gare-Rue Verte.
À partir du milieu des années 2000, un projet prévoit l'aménagement d'une seconde gare rouennaise, sur la rive gauche de la Seine, pour soulager le trafic ferroviaire. Cette nouvelle structure doit être bâtie sur le site de l'ancienne gare de Rouen-Saint-Sever.

## Situation ferroviaire
Établie à 26 mètres d'altitude, la gare de Rouen-Rive-Droite est située au point kilométrique (PK) 139,468 de la ligne de Paris-Saint-Lazare au Havre, entre les gares de Sotteville et de Maromme. Elle est implantée en tranchée dans le quartier Gare SNCF, entre le tunnel de Beauvoisine à l'est (1 354 m) et celui de Saint-Maur à l'ouest (1 065 m), permettant le franchissement des Coteaux Nord de Rouen. Sans être véritablement une gare de bifurcation, elle est directement reliée à la gare d'Amiens par la ligne de Saint-Roch à Darnétal-Bifurcation, dont la gare précédente en service est celle de Morgny (s'intercalent celles fermées de Préaux - Isneauville, de Saint-Martin-du-Vivier et de Darnétal).
Par ailleurs, du fait de sa situation entre deux tunnels, la longueur disponible pour les trains de voyageurs est limitée. Le quai le plus long mesure 311 m.

## Histoire
L'arrivée du chemin de fer à Rouen a lieu en mai 1843, sur la rive gauche de la Seine, dans le quartier Saint-Sever, avec la mise en service d'un débarcadère, par la Compagnie du chemin de fer de Paris à Rouen, lorsqu'elle ouvre à l'exploitation sa ligne de Paris à Rouen.

### Station de la rue Verte
Lors de la conception du tracé du chemin de fer de Rouen au Havre, il apparaît impossible de relier directement cette ligne située sur la rive droite de la Seine avec la gare de Rouen-Rive-Gauche.

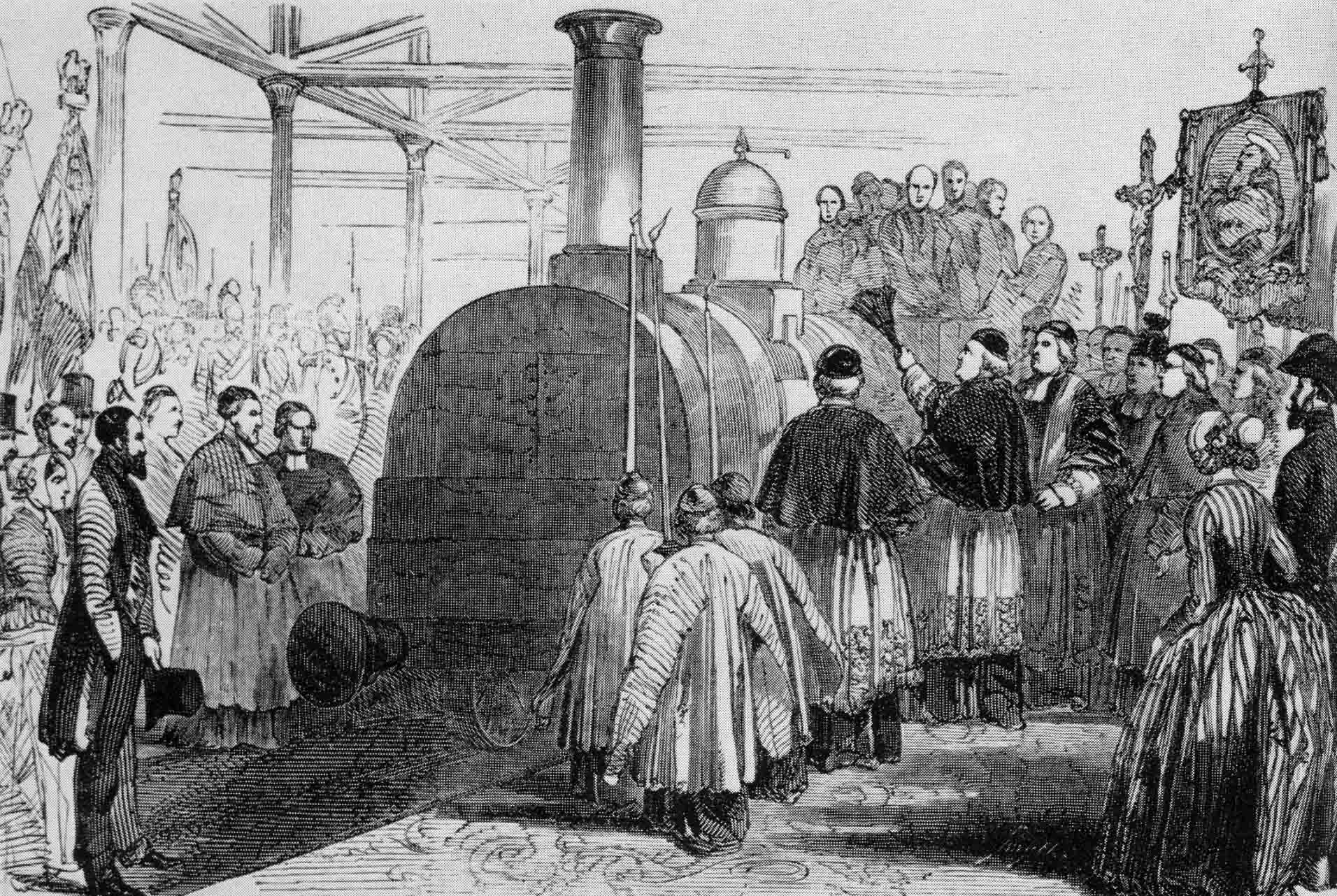
Bénédiction du train Rouen – Le Havre, en 1847.

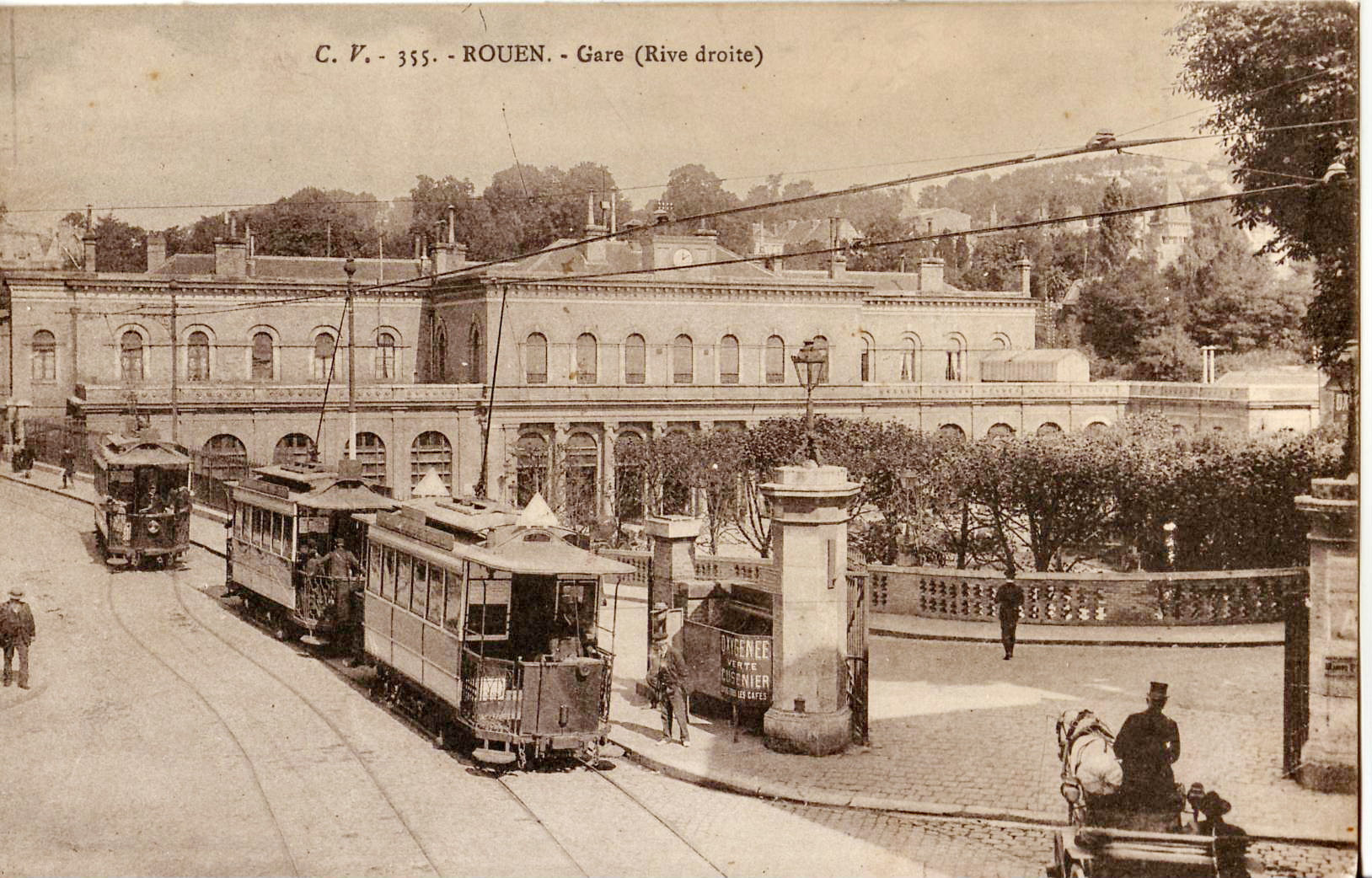
Tramway devant la gare de la rue Verte, vers 1910.

Le choix se porte sur une gare située à proximité du centre-ville de Rouen et un contournement de la ville, pour rejoindre la ligne de Paris sur la rive gauche. Ce contournement débute par un embranchement situé aux ateliers de Sotteville. La voie franchit la Seine par le viaduc d'Eauplet, composé de huit arches en bois posées sur des piliers en pierres, long de 370 mètres ; elle passe sous la colline Sainte-Catherine par un tunnel de 1 056 m puis traverse, sur un remblai, la vallée de Darnétal, avant d'entrer dans le tunnel de Beauvoisine, long de 1 354 m, qui permet d'atteindre une tranchée de 200 mètres de longueur, où est établie la nouvelle station voyageurs, avant le tunnel de Saint-Maur, long de 1 075 m et le tunnel du Mont-Riboudet, long de 357 m, qui achèvent le contournement de la ville.
Le bâtiment est élaboré en 1843 par l'architecte britannique William Tite. Sous la direction de l’ingénieur en chef Locke, le chantier s’étend sur les anciens jardins des Carmes. Cette nouvelle station, constituée des deux voies de la ligne et desservant deux quais, est destinée uniquement à la desserte voyageurs de la ville, l'ancienne gare de Saint-Sever devenant la gare marchandises. La station, dite alors « de la rue Verte » en raison de sa proximité avec la voie éponyme, est inaugurée avec la ligne le 20 mars 1847. La Compagnie du chemin de fer de Rouen au Havre ouvre le service voyageurs le 22 mars 1847.
Dès la fin du XIXe siècle, la gare est devenue insuffisante en espaces et accès. La reconstruction de la gare est déclarée d'utilité publique le 7 décembre 1900. Après la faillite de la Compagnie des chemins de fer de l'Ouest, en 1909, elle devient une gare de l'Administration des chemins de fer de l'État.

### Gare actuelle
Le chantier de la nouvelle gare est ouvert en 1913 par des travaux de terrassement destinés à agrandir l'espace disponible entre les deux tunnels. Le chantier de l'aménagement de l'espace et de la reconstruction du bâtiment voyageurs, dirigé par l'architecte Adolphe Dervaux, débute avec la pose de la première pierre le dimanche 7 juin 1914. La structure, en béton armé, est due au bureau d'étude Pelnard Considère Caquot.

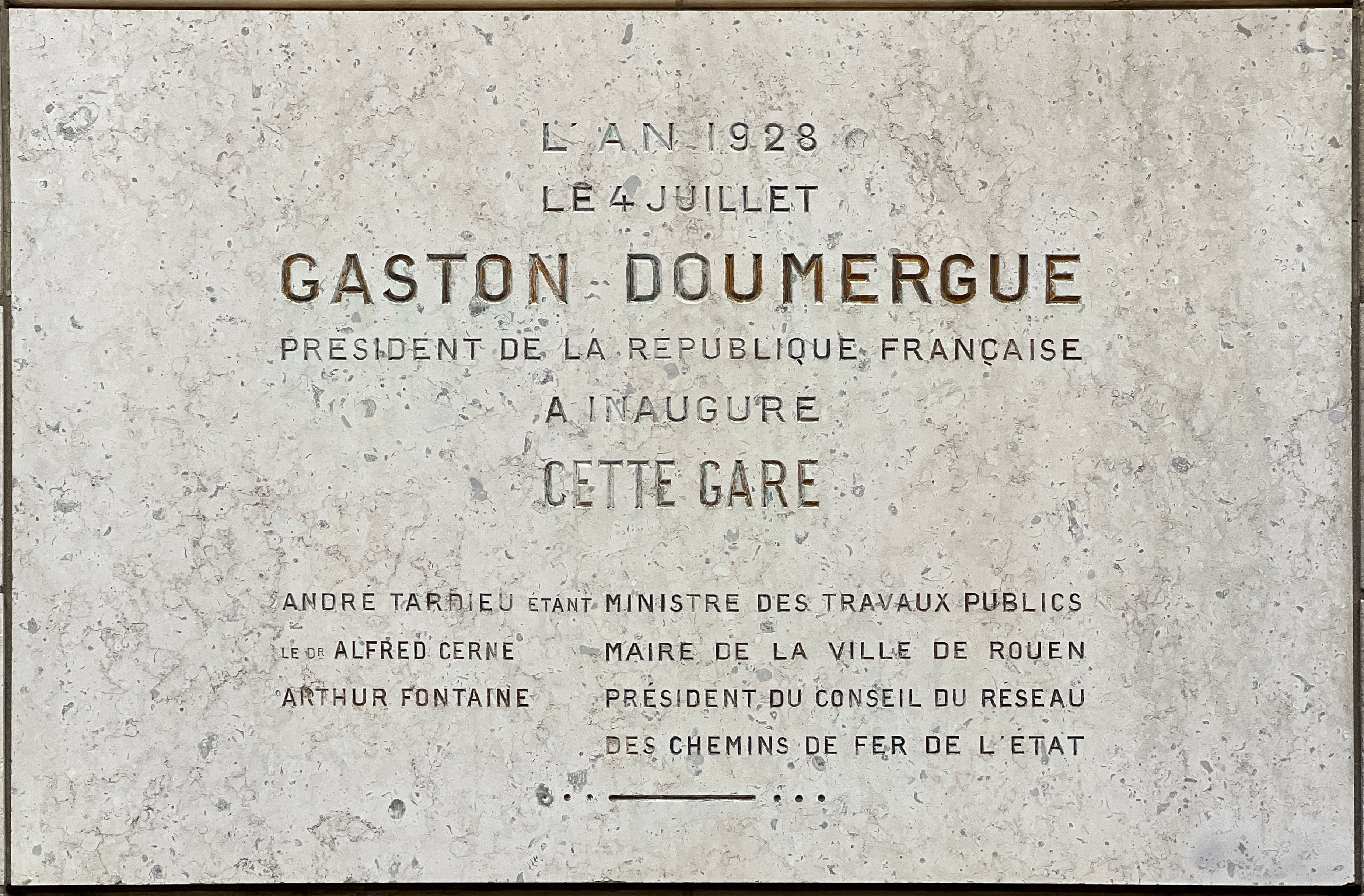
Plaque commémorative de l'inauguration de la gare (1928).

La Première Guerre mondiale va retarder l'avancement du chantier, qui va durer jusqu'en 1928. La nouvelle gare est conditionnée par la disposition du bâtiment sur le bord de la tranchée dans laquelle se trouvent les voies et les quais, desservis par trois passerelles parallèles. Le bâtiment est monumental dans un style Art nouveau tardif, auquel s'ajoute l'affirmation moderniste d'une structure en béton apparente. La tour de l'horloge a une hauteur de 37 mètres.

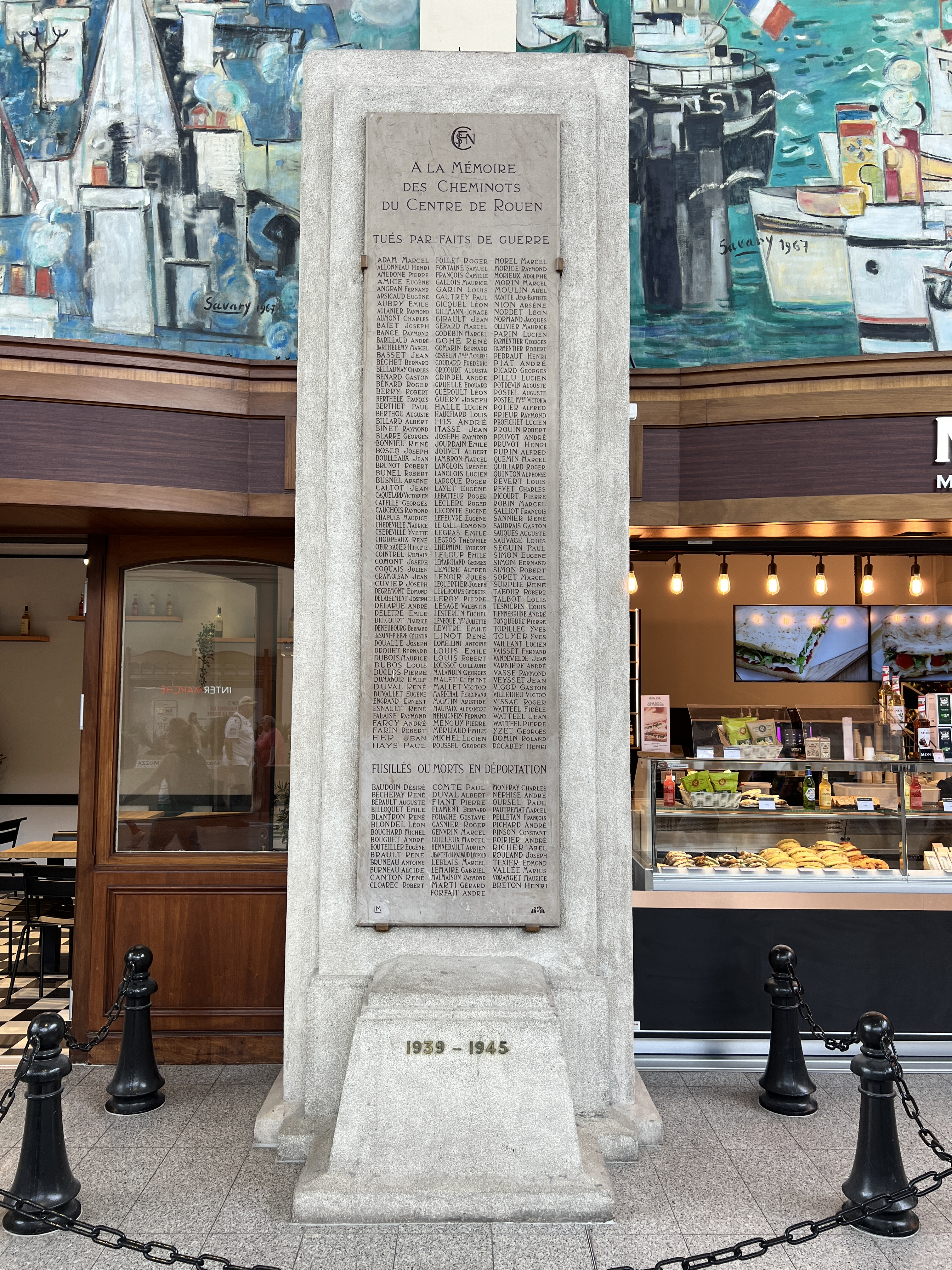
Mémorial des cheminots tués pendant la Seconde Guerre mondiale.

La nouvelle gare est inaugurée le 4 juillet 1928 par le président de la République, Gaston Doumergue, et le maire de Rouen, Alfred Cerné. D'abord nommée Gare de l'Ouest ou Gare de la rue Verte, elle s'appelle aujourd'hui « Gare de Rouen-Rive-Droite ».
En 1967, l'artiste Robert Savary peint deux fresques ornant un mur de la « salle des pas perdus » : la première représente le Vieux Rouen tandis que la deuxième évoque le port de la ville. Entre ces deux œuvres, une plaque commémorative rappelle la mémoire des cheminots morts pendant la Seconde Guerre mondiale.
La gare est inscrite au titre des monuments historiques par décret du 15 janvier 1975. Entre 1982 et 1987, le cabinet de l'architecte Louis Arretche dirige l'aménagement d'un parking au-dessus des voies, qui nécessite une restructuration de la circulation des piétons et des accès aux quais ; les galeries et les passerelles d'origine sont modifiées,. En 1994, avec la mise en service d'un tramway, la gare se dote d'une station souterraine permettant des correspondances.
Au début des années 2000, les prévisions de l'évolution du trafic reposent le problème de la saturation de la gare et des difficultés de l'extension de ses installations. La situation actuelle est caractérisée par un espace ferroviaire restreint entre les deux entrées des tunnels et les deux murs de soutènement. Depuis 1928, elle dispose d'un plan comprenant quatorze voies dont six seulement permettent une desserte des quais dans les deux sens. Les quais sont courts, entre 170 m et 320 m, et seulement trois d'entre eux peuvent recevoir des trains de onze voitures de type Corail. Cette configuration pose également le problème du passage des trains de marchandises, car il n'y a pas de voies centrales sans quais et cela représente une moyenne de 85 convois quotidiens dans chaque sens. Le système de gestion des aiguilles est également ancien.
Le 11 décembre 2010, un an après son lancement, le TGV reliant Le Havre à Strasbourg en passant notamment par Rouen est supprimé,.
À partir de septembre 2015, des travaux d'un montant de 16 millions d'euros sont réalisés afin de permettre l'accessibilité des personnes à mobilité réduite (par l'installation d'ascenseurs), de mettre en place une nouvelle signalétique, de réaménager les guichets et d'installer une connexion Internet pour le public (par Wi-Fi),,. Le parvis de la gare est également remanié dans la foulée de ces travaux, pour un montant de 4 millions d'euros,.
En 2021, après plusieurs mois de travaux, un magasin Intermarché doté d'une surface de 300 m2 ouvre ses portes dans une aile du bâtiment auparavant occupée par des points de vente,.

## Fréquentation
Avec environ huit millions de voyageurs par an (en 2023), la gare de Rouen-Rive-Droite est la plus fréquentée de Normandie,. Elle est la première gare régionale en termes de trafic.
De 2015 à 2024, selon les estimations de la SNCF, la fréquentation annuelle de la gare s'élève aux nombres indiqués dans le tableau ci-dessous.
| Année                      | 2015      | 2016      | 2017      | 2018      | 2019      | 2020      | 2021      | 2022      | 2023      | 2024      |
| -------------------------- | --------- | --------- | --------- | --------- | --------- | --------- | --------- | --------- | --------- | --------- |
| Voyageurs                  | 6 129 661 | 5 801 845 | 6 047 544 | 5 808 945 | 6 434 230 | 4 070 897 | 4 909 637 | 6 977 129 | 8 094 665 | 7 773 267 |
| Voyageurs et non voyageurs | 7 297 216 | 6 906 958 | 7 199 458 | 6 915 411 | 7 659 797 | 4 846 305 | 5 844 806 | 8 306 106 | 9 636 506 | 9 253 889 |

## Service des voyageurs

### Accueil
Gare SNCF, elle est ouverte tous les jours, ainsi que le bâtiment voyageurs et les guichets. Ce bâtiment dispose de distributeurs automatiques de titres de transport, d'un bureau d'accueil avec un service d'objets trouvés, de vélos permettant de recharger un objet connecté en pédalant (« We-Bike »),, de toilettes payantes, d'espaces d'attente, du Wi-Fi gratuit, d'un piano en libre service. Plusieurs commerces y sont par ailleurs installés, dont des magasins alimentaires et un point Relay.
Gare « Accès Plus », elle comporte des aménagements, des équipements et des services spécialement conçus pour des personnes à mobilité réduite. L'accès aux quais s'effectue par des escaliers à partir du bâtiment voyageurs surplombant les voies.

Intérieur de la gare
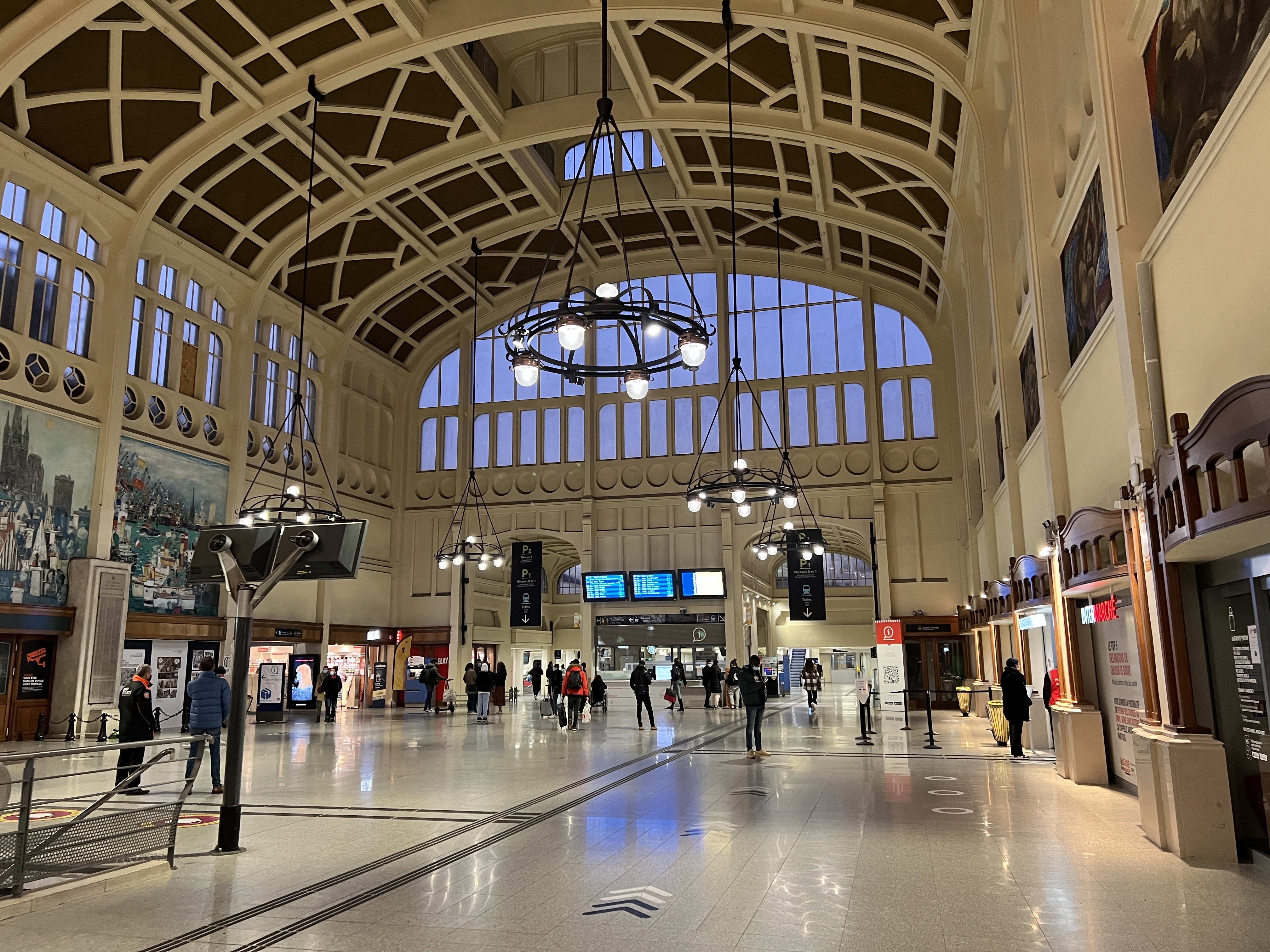
Salle des pas perdus.
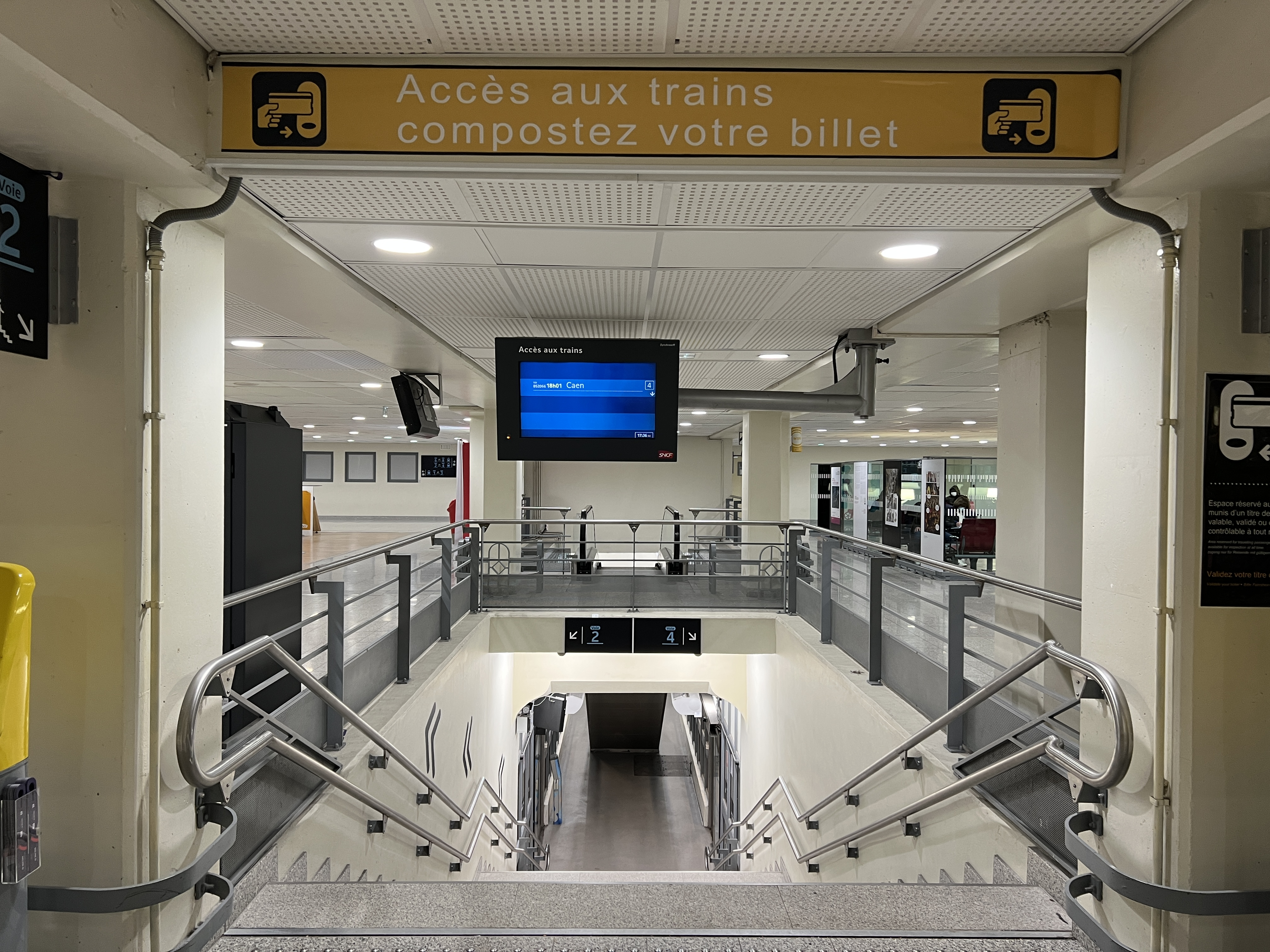
Accès aux quais.
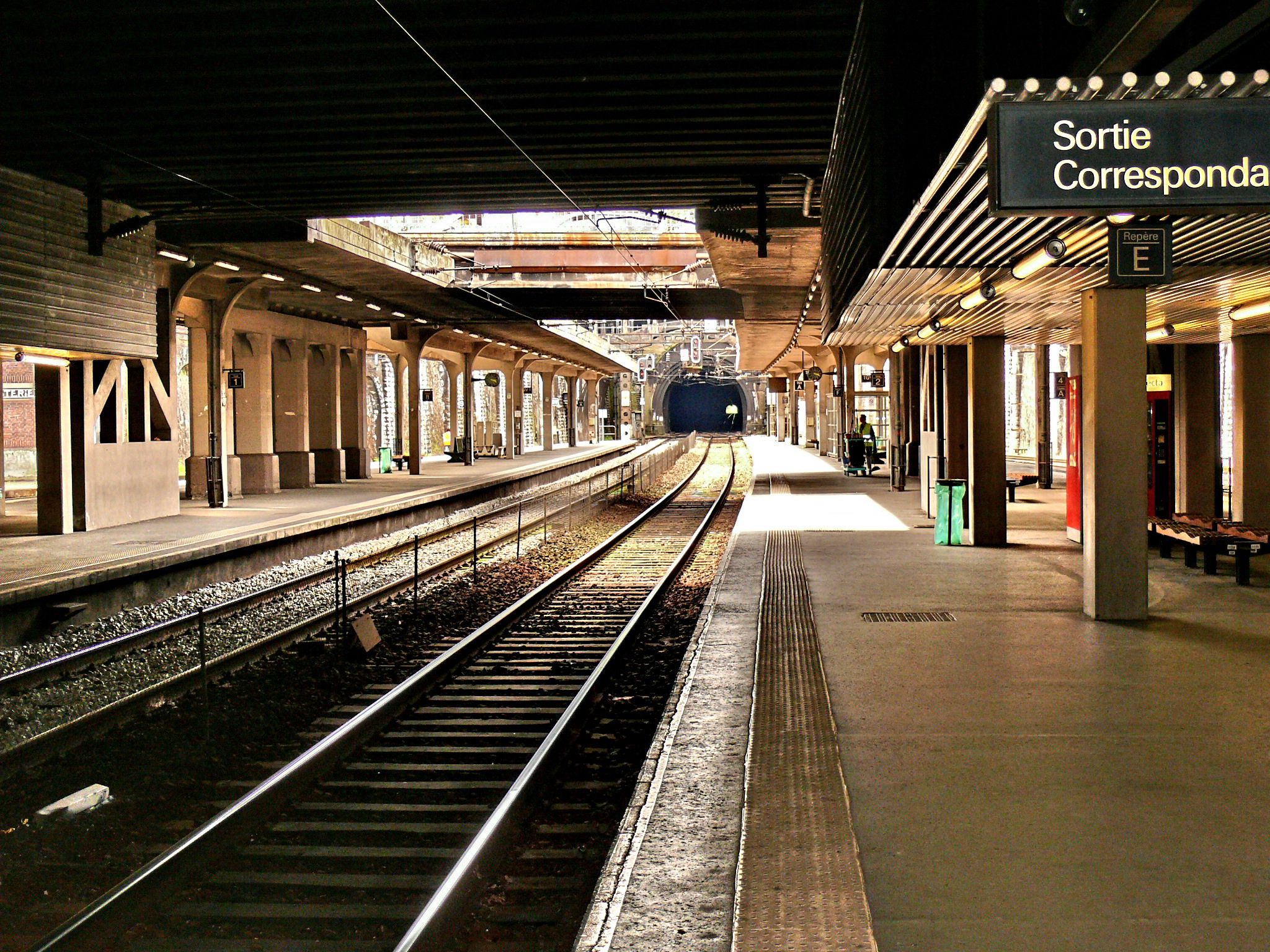
Quais centraux.

### Desserte
Rouen-Rive-Droite est une gare de grandes lignes, desservie par des TGV inOui à destination des gares du Havre et de Marseille-Saint-Charles, mais également de Bourg-Saint-Maurice certains week-ends en hiver. C'est également une importante gare régionale, desservie par des trains du réseau TER Normandie à destination des gares du Havre, de Dieppe, d'Yvetot, de Caen, et, au-delà de la région, à destination des gares de Paris-Saint-Lazare, d'Amiens et de Lille-Flandres.

Installations et dessertes
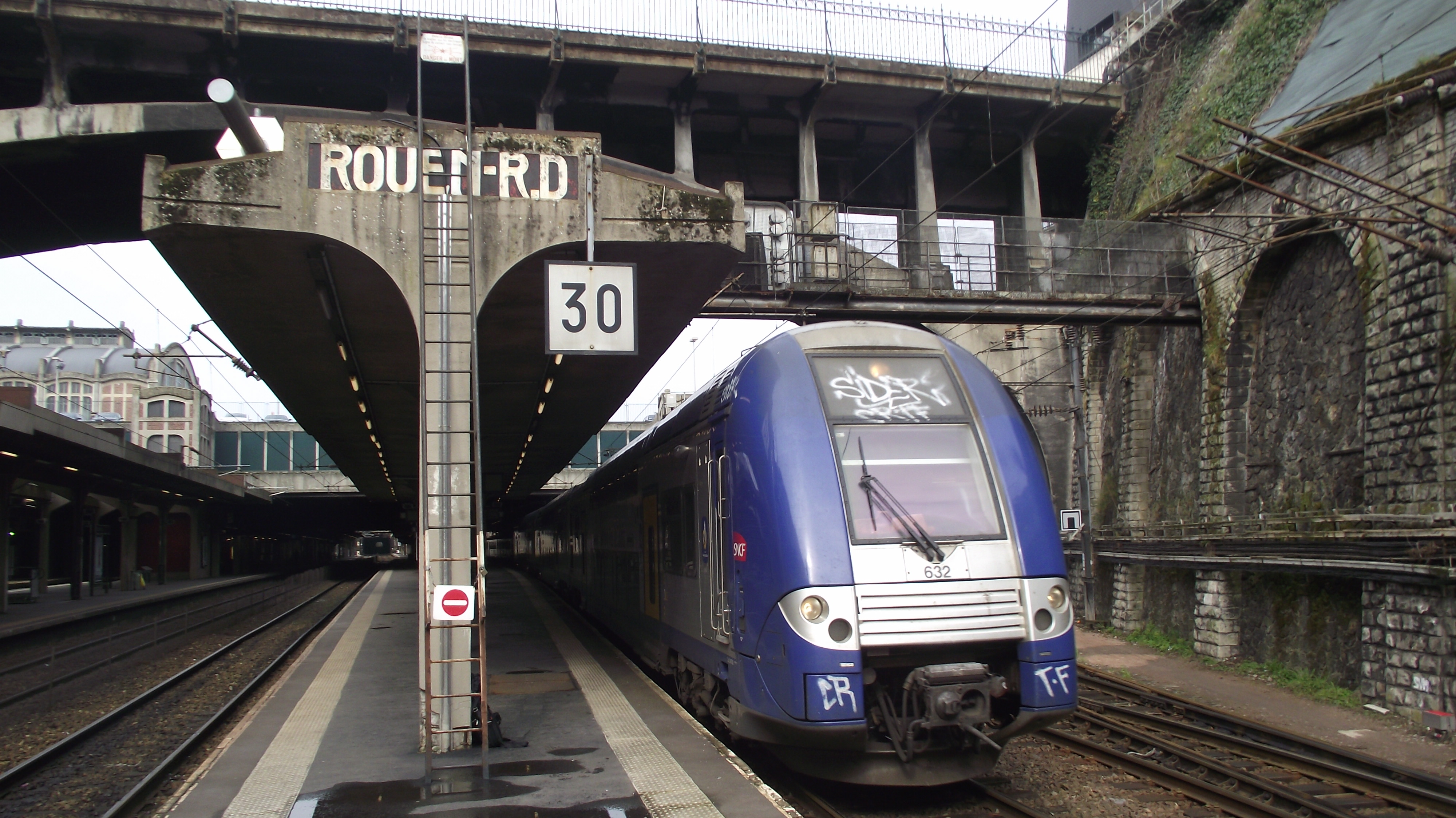
TER en 2013.
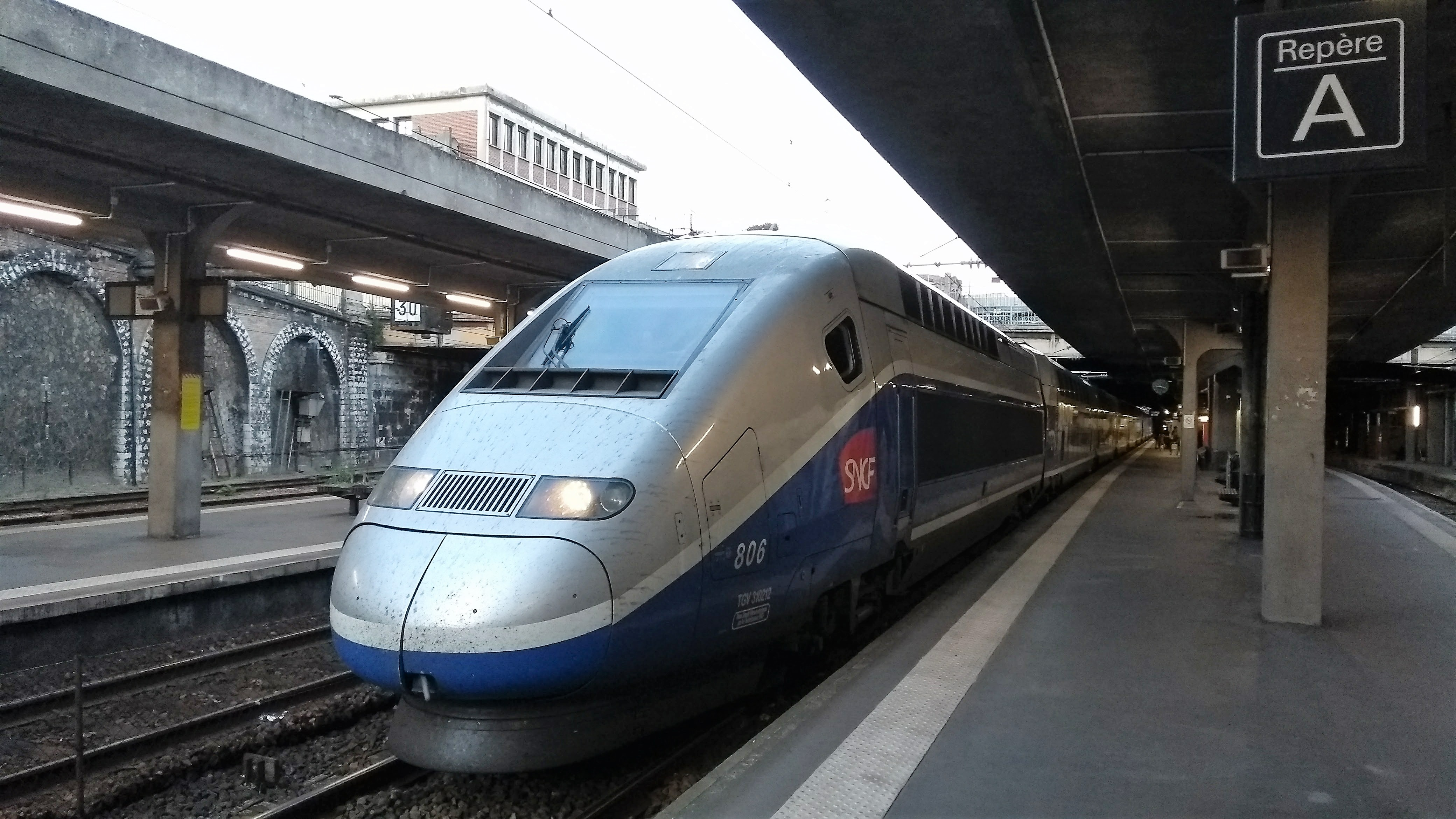
TGV en 2017.

### Intermodalité
La gare est desservie par le réseau Astuce, qui met à la disposition des usagers plusieurs transports en commun de l'agglomération rouennaise. Un espace d'information sur les services commerciaux de ce réseau est implanté dans le bâtiment voyageurs.
Depuis sa mise en service en 1994, le tramway (localement dénommé « métro ») propose une correspondance, via la station souterraine Gare-Rue Verte dont l'accès s'effectue par l'ascenseur situé sur le parvis de la gare mais aussi par les escaliers se trouvant face à l'entrée du bâtiment voyageurs ou dans son enceinte. Des distributeurs automatiques de titres de transport sont installés sur la mezzanine de la station.
Les bus des lignes T4, F2, F7, 11, 22 et Noctambus desservent également la gare,.
La station Gare du réseau de vélopartage Lovélo est installée devant l'entrée principale du bâtiment, sur la place Bernard-Tissot. Un parking y est ouvert tous les jours et permet notamment la recharge des véhicules électriques.
Selon une enquête menée par la SNCF en 2014, 45 % des usagers ont accédé à la gare par les transports en commun tels que le bus (15 %) ou le tramway (30 %) ; de plus, la marche est le moyen de locomotion utilisé par 33 % des personnes interrogées.

## Patrimoine ferroviaire
Situé sur l'une des principales artères de la ville, le bâtiment voyageurs inauguré en 1928, de style Art nouveau, se distingue par son campanile caractéristique. La gare fait l'objet d'une inscription au titre des monuments historiques depuis le 15 janvier 1975. En 2019, les horloges du campanile sont restaurées par les établissements Bodet Campanaire.

## Au cinéma
La gare est visible dans le film Sous le signe du taureau de Gilles Grangier. Le personnage principal, incarné par Jean Gabin, y accompagne son ancienne maîtresse (Colette Deréal) puis l'embrasse une dernière fois dans la salle des pas perdus après lui avoir acheté son billet.
On aperçoit également la gare dans le film L'Américain de Marcel Bozzuffi, lors d'une scène avec Jean-Louis Trintignant.
Une scène du film Mourir d'aimer, réalisé en 1971 par André Cayatte et tourné pour une large part dans l'agglomération rouennaise, se passe aussi dans le hall de la gare, lorsque l'enseignante interprétée par Annie Girardot y retrouve son jeune amant.

## Projet «Saint-Sever Nouvelle Gare»
Un projet prévoit la création d'une nouvelle gare sur la rive gauche de la Seine, dont la mise en service, longtemps annoncée vers 2030, ne cesse d'être repoussée. Ledit projet est officiellement validé en 2023,,,. La gare de la rive droite serait alors desservie par le tram-train Barentin – Elbeuf. La gare de la rive gauche se situerait à l'emplacement de l'ancienne gare de Saint-Sever, qui serait reconstruite, avec une correspondance avec la gare Rive-Droite via le prolongement de la ligne de tramway au-delà de la station Boulingrin.